# DN-galan 2011
DN-galan 2011 var en friidrottsgala som avgjordes den 29 juli 2011. Även den 28 juli var det tävlingar i kulstötning för herrar och damer i Kungsträdgården. Många av årets tävlingar ingick i Diamond League.

## Grenar
Herrar
- 200 m
- 400 m
- 1500 m
- 3000 m hinder
- 110 m häck
- Höjdhopp
- Längdhopp
- Diskus
- Spjut
- Kula (Big Shot Kungsträdgården 28 juli)

Damer
- 100 m
- 800 m
- 3000 m/5000 m
- 400 m häck
- Stavhopp
- Tresteg
- Kula (Big Shot Kungsträdgården 28 juli)